# ゴヨウイチゴ
ゴヨウイチゴ（五葉苺、Rubus ikenoensis）はバラ科キイチゴ属に分類されるつる性の落葉低木。全体に剛毛・棘があることから、別名でトゲゴヨウイチゴとも言う。

## 特徴
つる性の茎には針状の細い刺が密生し、葉は茎に互生する。葉は5出複葉の鳥足状で、5枚の小葉からなり、縁は重鋸歯になる。花期は6月-7月、花弁は退化し線状で目立たない。果実は秋に赤く熟す。

## 分布と生育環境
日本特産で、本州の中部以北に分布し、亜高山帯の針葉樹林帯の林床に自生する。多年草で半地中植物。